# 向荣 (医学家)
向荣，医学家，南开大学医学院院长、教授，主要从事基因疫苗抗肿瘤免疫方面的研究工作。入选中华人民共和国教育部2007年度"长江学者"特聘教授，教育部新世纪人才。